# Bundesstraße 245
Die Bundesstraße 245 (Abkürzung: B 245) ist eine Bundesstraße in Sachsen-Anhalt. Sie verläuft von Haldensleben im Landkreis Börde nach Halberstadt im Landkreis Harz. Die Gegend ist ländlich; Eilsleben und Schwanebeck sind mit jeweils unter 3.000 Einwohnern schon die größten Orte zwischen Haldensleben und Halberstadt.

## Gequerte Bahnstrecken
- Glindenberg–Oebisfelde – Bahnübergang Klinggraben am Bahnhof Haldensleben
- Braunschweig–Magdeburg – Unterführung Hakenstedter Straße am Bahnhof Eilsleben (b Magdeburg)
- Magdeburg–Thale – Bahnübergang Halberstädter Straße am Bahnhof Groß Quenstedt

## Geschichte
Vor der Deutschen Teilung verlief die Reichsstraße 245 von Halberstadt nach Helmstedt.
Da die Straße aber auf sehr kurzer Strecke dreimal die Innerdeutsche Grenze überquerte, wurde die Fernstraße 245 zu DDR-Zeiten ab Barneberg in Richtung Haldensleben verlegt. Die beiden kurzen westdeutschen Abschnitte im Landkreis Helmstedt behielten die Bezeichnung Bundesstraße 245.
Seit der Deutschen Wiedervereinigung im Jahre 1990 trägt der Abschnitt von Barneberg nach Helmstedt die Bezeichnung Bundesstraße 245a.